# Vramsån
Vramsån – rzeka w południowej Szwecji w północno-wschodniej części Skanii, o długości 55,9 km i powierzchni zlewni wynoszącej 374,6 km². Uchodzi do rzeki Helge å, stanowiąc jeden z jej większych dopływów. 
Rzeka Vramsån i jej dopływy mają szczególną wartość przyrodniczą. Od roku 1975 rzekę objęto monitoringiem jakości wody, analizując próby w odstępach miesięcznych. Vramsån i jej dopływy są również objęte ochroną w ramach programu Natura 2000.

## Przebieg
Źródła Vramsån znajdują się na torfowiskach położonych na obszarze Linderödsåsen i Nävlingeåsen. Rzeka odwadnia m.in. torfowisko Store mosse i jezioro Bosarpssjön na terenie gminy Hässleholm. Następnie Vramsån przepływa przez leśne obszary wzdłuż północnego podnóża Linderödsåsen i dalej, poniżej Tollarp, meandruje przez rolniczą równinę Kristianstadsslätten. Rzeka uchodzi do Helge å, stanowiąc jej prawy dopływ, ok. 2 km na wschód od Gärds Köpinge na terenie gminy Kristianstad. 
Na obszarze ujścia Vramsån utworzono rezerwat przyrody (Vramsåns mynning naturreservat).

## Przyroda
Vramsån jest siedliskiem m.in. pstrąga oraz rzadkich w Szwecji gatunków ryb – jak kiełb, śliz i troć wędrowna. Rzeka jest stanowiskiem występowania 7 gatunków małży, m.in. perłoródki rzecznej i skójki gruboskorupowej
Nad rzeką Vramsån z rzadkich ptaków krajowych spotykany jest zimorodek zwyczajny, z nietoperzy nocek Natterera; występuje również wiele gatunków ważek. Wśród występujących tam gatunków roślin charakterystyczny jest włosienicznik rzeczny.